# Distretto di Aïn Bessem
Il distretto di Aïn Bessem è un distretto della provincia di Bouira, in Algeria, con capoluogo Aïn Bessem.